# Андерсен, Бриджит
Бриджит Андерсен (англ. Bridgette Andersen; 11 июля 1975, Инглвуд, Калифорния — 18 мая 1997, Лос-Анджелес, Калифорния) — американская актриса кино и телевидения и модель, наиболее известная ролями в детском возрасте.

## Биография
Бриджит родилась в 1975 году в Калифорнии в семье Фрэнка и Терезы Андерсенов. У неё было двое братьев и сестра Анжелика. Уже в младенческом возрасте Бриджит снималась в рекламе. В 1982 году 6-летняя Бриджит сыграла главную роль в фильме «Улыбки Саванны». Автор сценария Марк Миллер планировал снять в картине свою дочь Саванну, однако к моменту съёмок она уже достигла 11 лет. Миллер прослушал почти 150 детей, прежде чем выбрать Андерсен на роль Саванны. В том же году она исполнила роль Мэй Уэст в детстве в одноимённом биографическом фильме. Впоследствии в детском возрасте снялась в ещё нескольких фильмах и телесериалах, четырежды была номинирована на премию «Молодой актёр».
В подростковом возрасте Андерсен стала не востребована в киноиндустрии. В 1997 году она скончалась от передозировки опиоидами на 22-м году жизни.